# Centrolene ilex
A Centrolene ilex a kétéltűek (Amphibia) osztályába, a békák (Anura) rendjébe, ezen belül az üvegbékafélék (Centrolenidae) családjának Centrolene nembe tartozó faj. Elterjedési területe Kelet-Nicaragua, Costa Rica, Panama, Nyugat-Kolumbia (a Csendes-óceáni alföldek és a Cordillera Occidental csendes-óceáni lejtői) és Nyugat-Ecuador. Ezt a fajt gyakran nevezik Limóni óriás üvegbékának, amely látszólag Costa Rica Limón kantonjában található típuslelőhelyére utal. További elnevezései: Holly üvegbékája és szellem üvegbéka.

## Leírás
A kifejlett hímek testhossza az orrtól a kloákáig 27–29 mm (1,1–1,1 hüvelyk), míg a nőstényeké 28–34 mm (1,1–1,3 hüvelyk). Az orr profilból nézve tompa. Az ujjakon és a lábujjakon úszóhártyák találhatók, a végeiken tapadókorongokkal. A háti bőr érdes, shagreen típusú. A hát egyszínű sötétzöld, míg a torok és a has krémfehér. Az írisz fehér vagy világosszürke, fekete hálós mintázattal.
Ez a béka éjszaka aktív. Nappal egy levél felső oldalán gubbaszt, és színét a háttérhez igazítja. A hímek a patakok közelében lévő levelek felszínéről hívnak, és akár harcokba is bocsátkozhatnak. A peték feketék, és a levelek felső oldalára rakják őket. A kikeléskor a lárvák a vízbe hullanak.

## Élőhely és természetvédelmi helyzet
Természetes élőhelyei a párás alföldi és hegyi elsődleges és másodlagos erdők, amelyek 180 és 1 430 méter (590 és 4 690 láb) tengerszint feletti magasság között találhatók. Jellemzően vízesések és zuhatagok fröccsenési zónájában, valamint az erdei patakok mentén lévő bokrokban és fákon fordul elő, ahol szaporodik is. Bár az élőhelyek elvesztése helyi szinten veszélyt jelenthet, az IUCN (Természetvédelmi Világszövetség) szerint a faj nem számít veszélyeztetettnek.

## Előfordulása
Kolumbiában, Costa Ricában, Nicaraguában és Panamában található. Természetes élőhelye a szubtrópusi és trópusi síkvidéki és hegyi esőerdők és folyóvizek.